# Taťána Malá
Pour les articles homonymes, voir Mala.
Tat'ána Malá, née le 1er octobre 1981 à Moravská Třebová, est une femme politique tchèque.

## Biographie
Née en Tchécoslovaquie, elle soutient sa thèse à l'université Mendel de Brno sur le Mikroklimatické podmínky v chovu králíků (Conditions micro-climatiques dans l'élevage des lapins) et le droit à l'École supérieure paneuropéenne de Bratislava.
Elle travaille ensuite comme avocate, médiatrice et enseigne à l'Université des technologies de Brno.

## Carrière politique
Elle entre en politique en 2013 en intégrant le parti ANO 2011 et devient présidente du mouvement pour la Moravie-du-Sud en décembre 2016.
Lors des élections municipales de 2014, elle échoue à être élue au conseil municipal de Lelekovice mais elle y entre finalement après la démission d'une de ses membres. Elle démissionne en mars 2017.
Lors des élections législatives tchèques de 2017, elle est élue à la Chambre des députés pour le parti ANO 2011 pour la Moravie-du-Sud.
Le 22 juin 2018, le premier ministre Andrej Babiš la propose au poste de ministre de la Justice et le 27, elle nommée officiellement au gouvernement par le président Miloš Zeman. Elle démissionne 13 jours plus tard, le 9 juillet 2018, après avoir été accusée de plagiat au sujet de sa thèse.

## Controverse
Au lendemain de sa nomination au poste de ministre, elle est accusée par plusieurs médias de plagiat concernant sa thèse de maîtrise de 2011. Des experts, utilisant un système spécialisé de détection de plagiat, ont remarqué des phrases copiées-collées depuis l'ouvrage universitaire Czech Family Law ainsi que d'une autre thèse datant de 2005.
Quelques jours plus tard, elle est également accusée de plagiat concernant sa thèse datant de 2005 soutenu à l'université Mendel. 16 à 17 pages de sa thèse seraient une copie d'un mémoire de maîtrise sur le même sujet datant de 2003 qui n'est pas citée dans les sources utilisées. Le 9 juillet, l'université annonce que sa thèse sera relue par son comité d'éthique.